# Economía de Libia
La economía de Libia es una de las más fuertes de África, gracias a sus grandes reservas de petróleo y gas natural de la mejor calidad.
El país es dependiente de la importación de alimentos en más del 75%, cifra que era mayor antes de los grandes programas de regadío con los gigantes acuíferos fósiles del Sahara. Una situación similar se presenta en los demás sectores de la producción, salvo energía.
A pesar de los sucesivos bloqueos económicos impuestos por la Organización de Naciones Unidas (ONU) y algunos países occidentales, la economía del país logró sostenerse y Libia nunca ha conocido situaciones tan desesperadas como las que vivió Irak, tras ser víctima de medidas similares por parte de la ONU. En 2003 después de reformas económicas, la ONU suspendió el bloqueo económico al país.
Gran río artificial de Libia: En Libia se construye uno de los proyectos de ingeniería más grandes y costosos (US$24.000.000.000 aproximadamente) que haya construido el ser humano, e indispensable para la agricultura y el abastecimiento sanitario de las ciudades. Comprende la instalación de inmensas tuberías para transportar el agua de depósitos naturales subterráneos desde el sur del país hasta la costa donde se concentra la población. El nombre oficial en inglés es Great Man-Made River Project.
En 2017, el 60% de la población libia sufren de malnutrición. 1,3 millones de personas de una población total de 6,4 millones están esperando ayuda humanitaria de emergencia.
Libia basa su PIB en las exportaciones de petróleo, que constituyen prácticamente la totalidad de sus operaciones de venta al mercado exterior. Esto la convierte en una de las economías más sólidas del continente africano (de hecho su renta per cápita se encuentra en el puesto 39.º del mundo), aunque totalmente dependiente de las reservas de crudo. Los indicadores sociales dejan entrever una falta de madurez en el modelo interno de Libia, en el que, tanto la igualdad de derechos como la penetración de las nuevas tecnologías, se sitúan en un plano muy distante al de los países occidentales. En el siguiente cuadro resumen se muestra una instantánea de los indicadores macroeconómicos de Libia en el panorama internacional, a partir de datos del Banco Mundial y el Foro Económico Mundial: